# Clytus quadraticollis
Clytus quadraticollis är en skalbaggsart som beskrevs av Ludwig Ganglbauer 1890. Clytus quadraticollis ingår i släktet Clytus och familjen långhorningar. Inga underarter finns listade i Catalogue of Life.